# Sant Martin de Campçalada
Bassurèls (en francès Bassurels) és un municipi del departament francès del Losera a la regió d'Occitània.